# Diadi
Diadi ist eine Stadtgemeinde in der philippinischen Provinz Nueva Vizcaya. Im Jahr 2015 zählte sie 18.122 Einwohner.
Diadi ist in die folgenden 19 Baranggays aufgeteilt:
| - Ampakling - Arwas - Balete - Bugnay - Butao - Decabacan - Duruarog - Escoting - Langca - Lurad | - Nagsabaran - Namamparan - Pinya - Poblacion - Rosario - San Luis - San Pablo - Villa Aurora - Villa Florentino |